# Comuna Juravlivka, Bar
Juravlivka (în ucraineană Журавлівка) este o comună în raionul Bar, regiunea Vinnița, Ucraina, formată din satele Juravlivka (reședința), Buțni, Pîlîpî, Seferivka și Leadova.

## Demografie
Componența lingvistică a satului Juravlivka
     Ucraineană (98,57%)
     Rusă (1,2%)
     Alte limbi (0,12%)
Conform recensământului din 2001, majoritatea populației satului Juravlivka era vorbitoare de ucraineană (98,57%), existând în minoritate și vorbitori de rusă (1,2%).